# Isu
Isu fou un faraó de la dinastia VII o de la dinastia VIII de l'antic Egipte, que va governar a Memfis. Isu era un nom de naixement i el seu nom de regnat es desconeix.
Fora d'un grafit d'un príncep Isuuanch de la dinastia VIII amb les paraules «Isu és viu», no n'hi ha cap més rastre.
Un faraó amb el mateix nom s'esmenta a la dinastia IX, i podria ser la mateixa persona.